# Józef Krzyształowski
Józef Krzyształowski (zm. 1 stycznia 1959) – Polak, Sprawiedliwy wśród Narodów Świata.

## Życiorys
Józef Krzyształowski w czasie I wojny światowej służył w Legionach. Był z zawodu kierowcą straży pożarnej i taksówkarzem. Wraz z żoną Heleną miał czwórkę dzieci: Edwarda (ur. 1928), Irenę (ur. 1931) oraz bliźniaczki Grażynę i Eugenię (ur. 1934). Mieszkali w Borysławiu. Mieszkało tam także małżeństwo Eliasa i Reginy Banderów z synem Myronem (ur. 1937). Elias był lekarzem, znał Józefa jako pacjenta.
W lipcu 1941 w Borysławiu doszło do pogromu Żydów. Po wejściu Niemców do Borysławia Krzyształowscy musieli przenieść się do mieszkania składającego się z jednej izby ze strychem, gdzie Józef hodował gołębie. W przyległych komórkach przechowywano kozy i świnie. W sierpniu 1942 do obozu zagłady w Bełżcu wywieziono z Borysławia około 5000 Żydów. Utworzono tam dwa getta. Banderowie znaleźli się w jednym z nich. Irena, z racji drobnej posury, nosiła dla Eliasa paczki z lekarstwami. Na przełomie 1942/1943 w mieście utworzono obóz pracy Karpathen-Öl. Eliasowi udało się umieścić tam żonę, Myron przebywał w obozie nielegalnie. Elias, dzięki pracy poza obozem, utrzymywał kontakty z dawnymi polskimi pacjentami. Latem 1943 wymordowano pozostałych Żydów, z wyjątkiem ok. 1500 pracujących przez wydobyciu ropy naftowej. Niedługo po tym Krzyształowski przyjął Reginę i Myrona, mimo zagrożenia, jakie to ze sobą niosło. Józef przygotował strych. Pomieszczenie było na tyle małe, że można było w nim tylko leżeć. Po kilku dniach dołączył do nich również Elias. Banderowie liczyli, że w ciągu kilku tygodni nastąpi sowiecka ofensywa. Pozostali jednak od lutego do sierpnia 1944. Mimo braków żywnościowych, Kryształowscy zdobywali jedzenie dla Banderów, za co odpowiedzialna była głównie Helena. Pod koniec okupacji żywili się głównie mlekiem kozy, gołębiami i zupami z pokrzyw i lebiody. Irena nosiła im wodę i zupę, wynosiła nieczystości. Częstotliwość jej wizyt wzbudzała podejrzenia sąsiadów: Myronowi organizowano książki dziecięce. Przez cały okres ukrywania Krzyształowscy nie żądali pieniędzy ani nie sugerowali potrzeby zmiany schronienia.
W sierpniu 1944 do Borysławia weszła Armia Czerwona. Banderowie mogli opuścić kryjówkę. Krzyształowscy poprosili ich wówczas o dyskrecję, gdyż nie byli pewni reakcji sąsiadów. Józef oddał Eliaszowi własny garnitur i koszulę, gdyż jego ubranie było bardzo zniszczone. Elias Bander natychmiast zaczął w Borysławiu organizować szpital. Kiedy Helena Krzyształowska zachorowała na tyfus plamisty, Elias opiekował się nią. Po kilku miesiącach Banderowie przenieśli się do Łodzi, a następnie do Niemiec. W 1949 wyjechali do Stanów Zjednoczonych. Elias nostryfikował dyplom lekarski. Zmarł w 1975, Regina w 1984. Myron ukończył fizykę na Uniwersytecie Columbia, pracował następnie jako profesor na Uniwersytecie Kalifornijskim w Irvine. Zmarł w 2012.
Krzyształowscy po kilku latach zostali repatriowani do Polski. Zamieszkali w Wałbrzychu. W 1959 Bander nawiązał kontakt z Krzyształowskimi. Zaprosili Irenę z wnukiem do Stanów Zjednoczonych.
W 2000, na wniosek Myrona, małżeństwo Krzyształowskich oraz córka Irena zostali odznaczeni medalami Sprawiedliwych wśród Narodów Świata.